# Nadka Golčeva
Nadka Vangelova Golčeva (nacida el 12 de marzo de 1952 en Churicheni) es una exjugadora de baloncesto búlgara. Consiguió 5 medallas en competiciones oficiales con Bulgaria.